# 内川毅
内川 毅（うちかわ たけし）は、日本のゲームクリエイター。

## 概要
幼稚園の頃のクリスマスに父がファミコン本体とスーパーマリオブラザーズとボンバーマンとポートピア連続殺人事件を買ってきてからゲームをする。
最も影響を受けたゲームはドラゴンクエストII 悪霊の神々。選択肢の面白さで影響を受けたゲームはロマンシング サ・ガ。
ゲームを作る仕事をしたいと思っていたが難しいと思い諦めていた。テレビ番組を作る仕事をしようと思っていたが頓挫した。こうして道に迷っていたときにたまたまスクウェア・エニックスのホームページを見たらドラゴンクエストのシナリオアシスタントが公募されていて応募してゲーム業界に入った。シナリオアシスタントとして入社して本編を作るチームに入る。
当初はシナリオ担当だったがドラゴンクエストIX 星空の守り人よりシナリオとモンスター側のパラメーターを担当して、バトルにも少し携わる。初めての調整ではモンスターが好きだったためにモンスターのパラメーターを高くしてクリアできなくしてしまった。藤澤仁や堀井雄二にドラゴンクエストのバトルはお客さんを楽しませるものと教え込まれる。
ドラゴンクエストXI 過ぎ去りし時を求めてではディレクターを担当する。
2021年5月27日にドラゴンクエストXII 選ばれし運命の炎のディレクターを担当することが明らかになる。